# Torre de Sant Tomàs
La Torre de Sant Tomàs és una fortificació de l'illa de Malta. Està situada sobre la línia de la costa, davant del cap de Il-Hamriga. La torre va ser construïda pels cavallers de l'Orde de Sant Joan de Jerusalem el 1614 sota el magisteri d'Alof de Wignacourt i és una de les set Torres Wignacourt.
Es tracta d'una fortificació que intenta prevenir el desembarcament de tropes a la zona de Marsascala Creek i la badia de Sant Tomàs. Va ser successivament reforçada durant el domini santjoanista i en destaca l'addició d'una bateria al costat de mar.

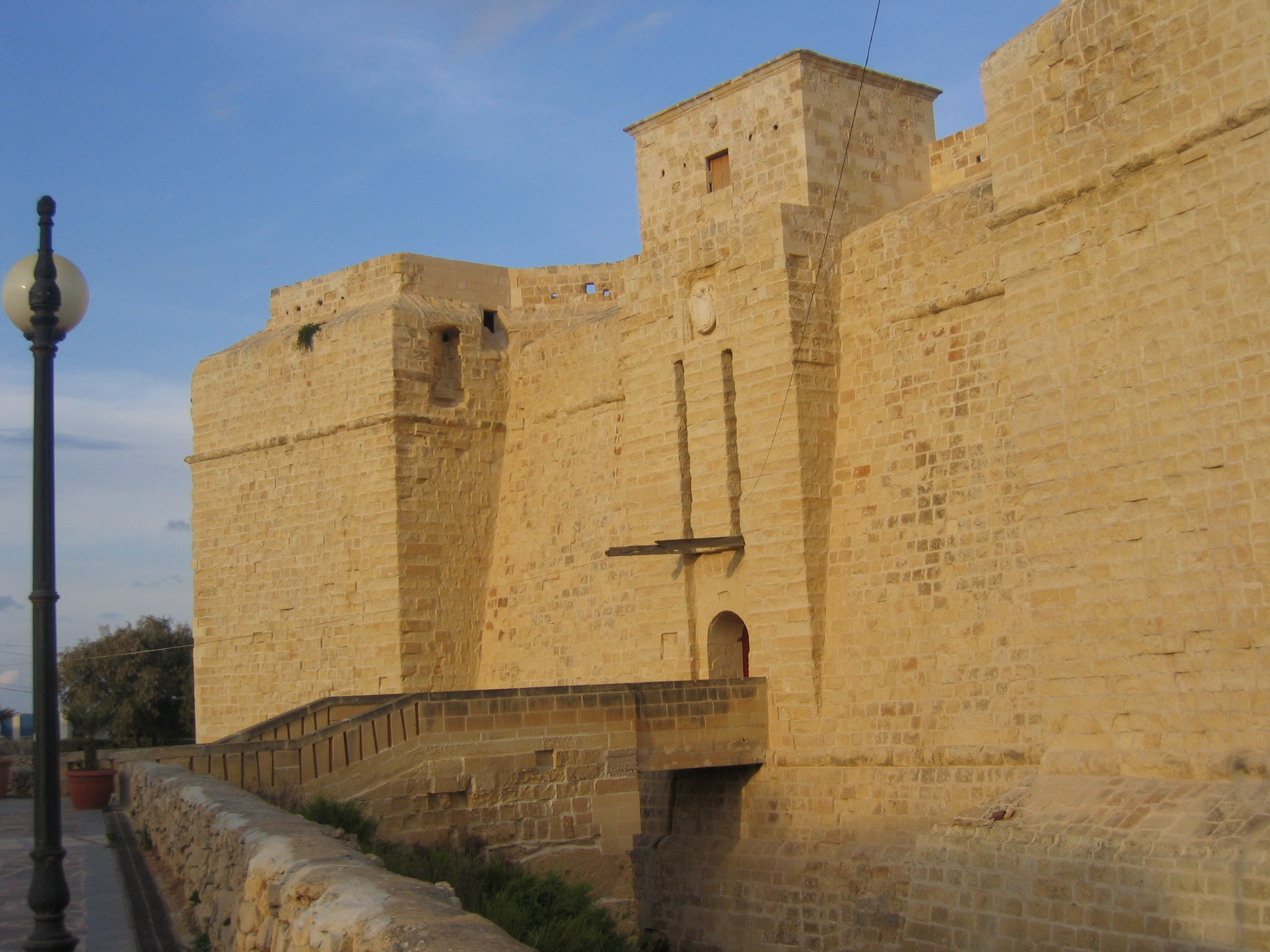
Torre de Sant Tomàs

Ha estat recentment restaurada. La bateria també ho ha estat i s'ha fet servir parament modern per omplir les mancances de pedra original. Ara bé, la construcció que n'ha resultat no és de l'agrat de tothom.
El poble de Marsaskala ha crescut al voltant de la torre i l'ha encerclada amb edificis moderns. Avui, la torre forma part d'una plaça del poble. El pitjor de tot ha estat que entre la torre i el mar s'ha construït un hotel, que no deixa veure la utilitat que tenia la bateria davantera.